# Comarca da Fonsagrada
A Fonsagrada is een comarca van de Spaanse provincie Lugo, gelegen in de autonome regio Galicië. De hoofdstad is A Fonsagrada.

## Gemeenten
Baleira, A Fonsagrada en Negueira de Muñiz.